# 温利蓉
温 利蓉（おん りよう、ウェン・リーロン、簡体字中国語: 温利蓉、拼音: Wēn Lìróng、1969年10月2日 - ）は、中国・四川省出身の元女子サッカー選手である。現役時のポジションはSB。

## 経歴
1983年に四川省チームに入団、1989年までプレーした後に北京チームへと移籍した。1994年より日本女子サッカーリーグのプリマハムFCくノ一に入団、1999年までプレーを続けた。
中国代表には1987年に招集され、2001年までプレーした。オリンピックのサッカー競技では、アトランタオリンピックとシドニーオリンピックに出場している。また、FIFA女子ワールドカップには1991 FIFA女子ワールドカップ、1995 FIFA女子ワールドカップ、1999 FIFA女子ワールドカップの3大会に出場している。引退後は女子サッカーの監督を務めており、AFC U-19女子選手権2011では中国代表チームの監督を務めた。